# Phân hoạch đơn vị
Trong toán học, một phân hoạch đơn vị của một không gian tô pô X là một tập hợp R các hàm liên tục từ X vào đoạn thẳng đơn vị [0,1], sao cho tại mọi điểm {\displaystyle x\in X}, ta có:
- Tồn tại một lân cận của x sao cho trên đó chỉ có một số hữu hạn các hàm trong R khác 0, và
- Tổng các giá trị của mỗi hàm tại x bằng 1, tức là, {\displaystyle \;\sum _{\rho \in R}\rho (x)=1}.

Một phân hoạch đơn vị của đường tròn bao gồm bốn hàm số liên tục. Đường tròn được trải ra thành một đoạn thẳng (nằm ngang, đậm). Đường nét đứt phía trên là tổng của các hàm liên tục.

Phân hoạch đơn vị cho phép mở rộng các xây dựng địa phương ra toàn không gian. Nó có vai trò quan trọng trong nội suy dữ liệu, xử lý tín hiệu, và trong lý thuyết về các hàm đa thức từng đoạn (spline functions).

## Sự tồn tại
Sự tồn tại của một phân hoạch đơn vị ứng với một phủ mở thường có hai dạng:
1. Cho trước một phủ mở {Ui}i∈I của một không gian tô pô, tồn tại một phân hoạch {ρi}i∈I có cùng một tập chỉ số I (với phủ mở) sao cho supp ρi⊆Ui. Một phân hoạch như vậy được gọi là subordinate to the open cover (phụ thuộc vào phủ mở, dưới) {Ui}i.
2. Nếu không gian là compắc địa phương, cho trước một phủ mở {Ui}i∈I, tồn tại một phân hoạch {ρj}j∈J có tập chỉ số J (không nhất thiết là I) sao cho mỗi ρj có giá com pắc và với mọi j∈J, supp ρj⊆Ui với i∈I nào đó.

(tức là ta thường chọn phân hoạch theo các phủ mở, hoặc là phân hoạch com pắc). Nếu không gian là com pắc, cả hai dạng phân hoạch này đều tồn tại (với mọi phủ mở).

## Ví dụ
Đồng nhất phần bủ {\displaystyle S^{1}-\{p\}} (của đường tròn {\displaystyle S^{1}} đối với một điểm {\displaystyle p\in S^{1}}) với {\displaystyle \mathbb {R} } (chẳng hạn, qua phép chiếu với tâm là {\displaystyle p}). Đặt gốc tọa độ của {\displaystyle \mathbb {R} } là {\displaystyle q\in S^{1}}. Xét hàm bướu {\displaystyle \Phi } trên {\displaystyle \mathbb {R} } xác định bởi
{\displaystyle \Phi (x)={\begin{cases}\exp \left({\frac {1}{x^{2}-1}}\right)&x\in (-1,1)\\0&{\text{tại các điểm khác}}\end{cases}}}
Thế thì cả {\displaystyle \Phi } và {\displaystyle 1-\Phi } có thể được mở rộng thành một hàm nhẵn trên {\displaystyle S^{1}} bằng cách đặt {\displaystyle \Phi (p)=0}. Ta có một phân hoạch đơn vị {\displaystyle \{(S^{1}-\{p\},\Phi ),(S^{1}-\{q\},1-\Phi )\}} trên đường tròn {\displaystyle S^{1}}.

## Định nghĩa khác
Đôi khi một định nghĩa yếu hơn được sử dụng: tổng các hàm chỉ cần là số dương, không cần bằng 1. Tuy nhiên với một họ hàm {\displaystyle \{\psi _{i}\}_{i=1}^{\infty }} như thế, ta có thể xây dựng một phân hoạch đơn vị theo nghĩa ngặt bằng cách chia cho hàm tổng; xét {\displaystyle \{\sigma ^{-1}\psi _{i}\}_{i=1}^{\infty }} với {\displaystyle \sigma (x):=\sum _{i=1}^{\infty }\psi _{i}(x)}.
Một số tác giả bỏ cả điều kiện địa phương rằng chỉ có một số hữu hạn hàm khác 0, và chỉ yêu cầu {\displaystyle \sum _{i=1}^{\infty }\psi _{i}(x)<\infty } với mọi {\displaystyle x}.

## Ứng dụng
Phân hoạch đơn vị có thể được sử dụng để định nghĩa tích phân của một hàm trên một đa tạp: đầu tiên ta định nghĩa tích phân của một hàm có giá nằm trong một hệ tọa độ địa phương; sau đó sử dụng phân hoạch đơn vị để định nghĩa tích phân của một hàm bất kì; cuối cùng ta chỉ ra định nghĩa này không phụ thuộc vào cách chọn phân hoạch đơn vị. Đây là ý tưởng chung để sử dụng phân hoạch đơn vị.
Phân hoạch đơn vị được sử dụng để chỉ ra sự tồn tại của một metric Riemann trên một đa tạp bất kì.
Phân hoạch đơn vị được dùng để thiết lập các xấp xỉ nhẵn toàn cục cho các hàm Sobolev trong các miền bị chặn.